# Elaphoglossum nivosum
Elaphoglossum nivosum är en träjonväxtart som först beskrevs av Kze., och fick sitt nu gällande namn av John T. Mickel. Elaphoglossum nivosum ingår i släktet Elaphoglossum och familjen Dryopteridaceae. Inga underarter finns listade.